# Wippersmolen
De Wippersmolen in de Nederlandse gemeente Maassluis staat er sinds 1726 om de Sluispolder te bemalen. De molen verving een bouwvallig geworden wipmolen op dezelfde plaats. Het scheprad stond naast de molen en waarschijnlijk is de Wippersmolen naast het oorspronkelijke rad van zijn voorganger gebouwd. Op de foto is aan de schaduw op de molenromp te zien dat deze is afgeplat. Hier bevond zich vroeger het rad.
In 1926 werden het rad en het binnenwerk weggehaald en werd er een dieselmotor geplaatst, later werd dit een cilindermotor. Sindsdien draait het poldermolentje alleen nog voor de sier.
In 1938 heeft een comité voldoende geld bijeengebracht om de molen te restaureren en zo voor sloop te behoeden. In 1972 werd de molen eigendom van de gemeente Maassluis die de molen opnieuw heeft gerestaureerd. In 1990 werd de molen verkocht aan het Hoogheemraadschap van Delfland, die de molen en het ernaast gelegen molenaarshuisje uit 1898 onderhoudt. Zowel de Wippersmolen als het ernaast gelegen molenaarshuisje hebben de status van Rijksmonument.
Begin 2009 ontstond ophef over twee treurwilgen die de wind voor de molen zouden beïnvloeden en daarom gekapt zouden moeten worden.

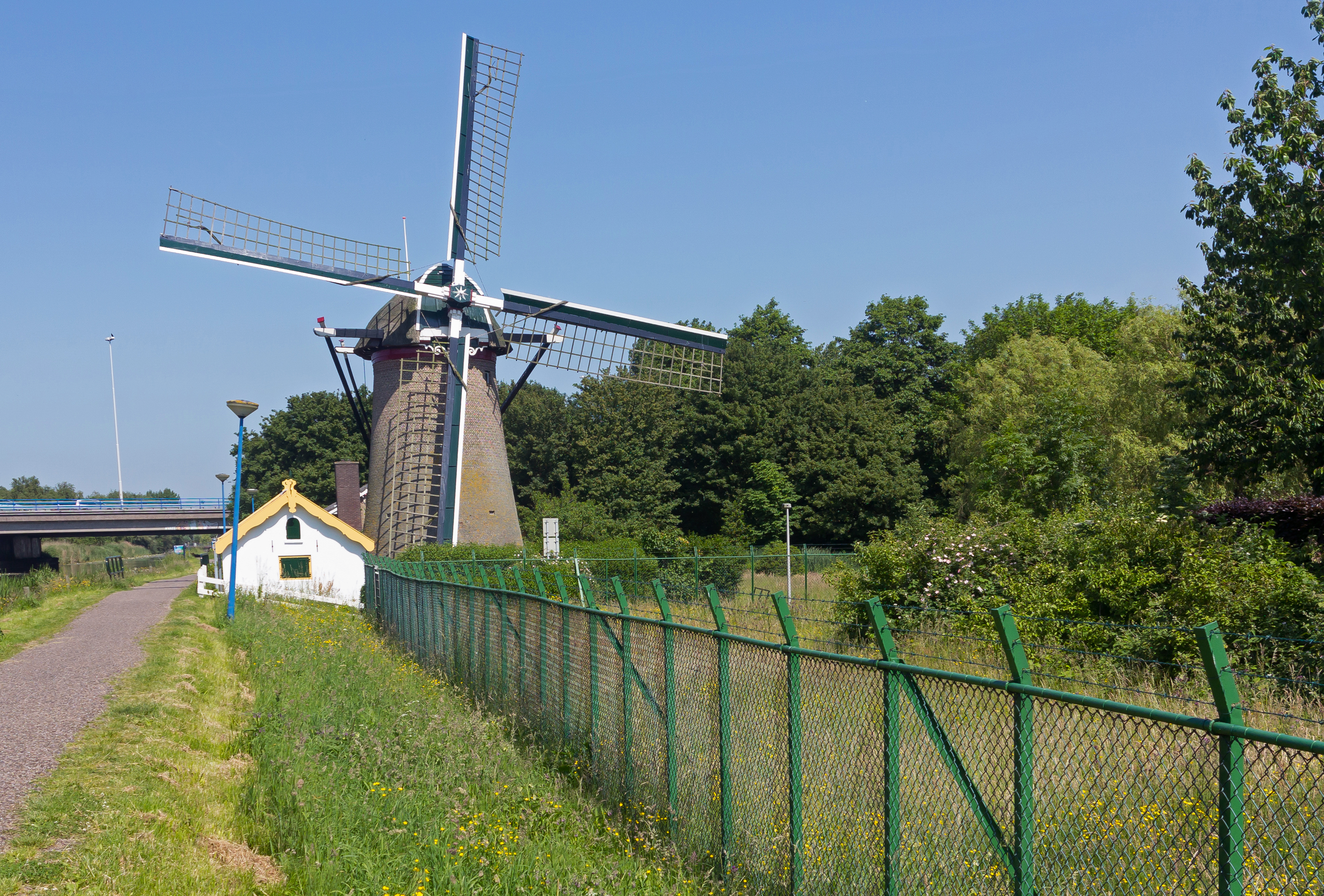
De Wippersmolen in Maassluis

Op de gevelsteen valt te lezen:
Den Eersten Steen
Is Geleyt By
Dirck Pieterse Koster
Op Den 20 Mey 1726
Oud 8 Jaar En 35 Dagen